# CHAGE and ASKA LIVE DVD BOX
『CHAGE and ASKA LIVE DVD BOX』（チャゲ アンド アスカ ライブ・ディーブイディー・ボックス）は、CHAGE and ASKAの映像作品をまとめた、DVD-BOXパッケージセット作品。発売元はヤマハミュージック。

## 背景・リリース
- 3タイトル発売された。だがその後、期間限定で4タイトル目が発売された[1]。
- タイトル1は主にチャゲ&飛鳥としてのビデオをDVD化したもの[2]。
- タイトル2は主に10周年や90年代のビデオをDVD化したもの[3]。
- タイトル3は主に90年から96年のビデオをDVD化したもの[4]。
- タイトル4はその後、94年から2000年代の、映像化されなかった作品を収録。

## 収録作品

### BOX 1
1. THE夏祭り チャゲ&飛鳥 大阪城LIVE
オリジナルは1983年7月1日発売。
2. GOOD TIMES 1983.9.30 国立代々木競技場LIVE
オリジナルは1984年4月1日発売。
3. ONE SIDE GAME CHAGE&ASUKA IN YOKOHAMA STADIUM
オリジナルは1986年10月21日発売。

### BOX-2
1. HISTORY I & II 〜10 years after〜PRIDE〜
オリジナルは1990年発売。
2. CONCERT MOVIE GUYS
オリジナルは1993年発売。
3. 夢の番人 SPECIAL EVENT 1993 GUYS
オリジナルは1999年発売。

### BOX-3
1. CONCERT TOUR 1990-1991 "SEE YA!"
「太陽と埃の中で I」「太陽と埃の中で II」を合わせたもの。
2. CONCERT TOUR 史上最大の作戦 THE LONGEST TOUR 1993-1994
オリジナルは1999年発売。
3. ASIAN TOUR IN TAIPEI
オリジナルは1996年発売。

### BOX-4
1. ASIAN TOUR 1994 LIVE IN HONG KONG
「史上最大の作戦」の「ASIAN TOUR 1994」の香港公演の模様。
2. CHAGE&ASKA CONCERT TOUR 電光石火 〜TUG OF C&A PRESENTS PREVIEW in 幕張メッセ〜 Aug.1999
「CONCERT TOUR 電光石火」のファンクラブ限定プレライブの模様。
3. CHAGE&ASKA LIVE IN KOREA 韓日親善コンサート Aug.2000
2019年に単品としても発売。